# Лисичкові
Лисичкові (Cantharellaceae) — родина базидіомікотових грибів порядку кантарелальні (Cantharellales).
Плодові тіла у видів цієї родини шапкоподібні, трубкоподібні або воронкоподібні, м'ясисті або м'ясистоплівкові, здебільшого жовті, помаранчеві, вохряні або сіруваті, бурі. Гіменофор складчастий, нерівний, жолобчастий або майже гладкий. Споровий порошок білий.
Ростуть на ґрунті, лісовій підстилці, в лісах. У родині описано 6 родів та близько 100 видів.